# 임재덕
임재덕(1982년 12월 12일 ~ )은 대한민국의 스타크래프트 II 프로게이머이며, NesTea라는 아이디를 사용한다. 종족은 저그이다.
스타크래프트 프로게임단 KT 롤스터의 코치를 역임하기도 하였다.

## 개요

#### 스타크래프트
전국 스타크래프트 대회를 휩쓸고 다녀 상금사냥꾼이라고 불렸다.당시 일반인보다는 프로게이머들에게 더욱 유명했지만 프로게이머로서는 활동하지 않았다. 모든 구단에서 1순위로 입단제의가 있었지만 먼저 군대문제를 해결한 후 2006년 하반기 드래프트에서 KTF 매직엔스(현 KT 롤스터)의 추천선수로 입단하였다.
군대가 프로게이머들의 무덤이라고 생각했던 당시, 방송경기에서 유일한 예비역 프로게이머였으며 군 제대 후 더 큰 활약을 펼쳐 군대가 꼭 게이머에게 있어서 무덤 같은 존재가 아님을 몸소 보여준 인물. 박정석과 팀플로 호흡을 맞추며 8개 구단중 최고의 성적을 냈으며 팀플유저로서는 유일하게 개인리그 본선무대에 수차례 진출을 하며 KTF 매직엔스의 든든한 허리가 되어주기도 하였다. 2009년 KT 롤스터의 주장을 맡았다. 그러나 신한은행 프로리그 08-09 시즌에서 팀플제도가 사라진 이후 대다수의 팀플 선수들은 개인전 실력을 유지하지 못하고 은퇴를 했다. 신한은행 프로리그 09-10가 끝난 후 사실상 프로게이머를 은퇴하고 KT 롤스터의 코치로 승격되었다. 신한은행 프로리그 09-10 위너스리그와 프로리그를 우승하는데 일조하였으며 2010년 코치생활을 은퇴하였다. 스타1 게이머 시절 개인리그 예선전은 여러번 통과했었으나, 본선전에서 탈락하여 개인리그 진출 기록이 없다.

#### 스타크래프트 II
2010년 코치직을 사임하였고, IM 팀에 합류하여 현재 스타크래프트 II 프로게이머로 . 2010년 11월 래더랭킹 1위를 기록. 4강에서 테란의 황제 임요환을 4:0으로 셧아웃 시키고 4강까지 13전 전승을 기록하며 무패로 Sony Ericsson STARCRAFT II OPEN Season 2 결승에 진출했다. 그리고 2010년 11월 13일 해병왕 이정훈을 꺾고 Sony Ericsson STARCRAFT II OPEN Season 2 우승을 차지했다.
2011년에도 꾸준한 활약을 보여주었으며 2011년 5월 LG 시네마 3D GSL May에서 팬들의 기대감에 부족함이 없었던 우승자간의 매치 16강전.
김원기는 오픈 시즌1 우승자, 임재덕은 오픈 시즌2 우승자다.
GSL 역사의 첫 번째, 두 번째 우승자다. <스타크래프트 2> 초반을 저그 시대로 만든 장본인들이다.
실제로 이 시기에 저그는 종족 밸런스상 테란, 프로토스에게 밀려 암울한 시기를 보냈다. 그 덕분에 김원기, 임재덕 등 극소수의 저그는 ‘쩌그(쩌는저그)'라는 제 4의 종족으로 불리기도 했다.
16강 김원기를 2-1로 꺾고 8강전 프로토스 이정환과의 1셋트에서 '가시촉수 러쉬' 일명 꿀밤러쉬 라는 새로운 전략의 패러다임을 제시하며 저그 팬들은‘이 전략은 그야말로 혁명’이라며 임재덕의 위대함을 칭송했다.
이정환을 3:1로 꺾고  저그선수로서는 최초 GSL 통산 3번째 4강에 진출했다.
4강전 김승철과의 마지막 5셋트 2:2 동점인 상황에서 GSL 역사상 대역전 명경기를 펼치며 LG 시네마 3D GSL May결승티켓을 확보했으며 이 경기로 인해
임재덕선수의 아이디 NesTea가 트위터를 이용하는 전 세계 2억여명의 사용자들이 순간적으로 가장 많이 언급하는 WORLD WIDE Trend 에 오르는
기염을 토했다.
마침내 2011년 5월 14일 송준혁을 4:0으로 꺾고 LG 시네마 3D GSL May Code S 우승을 차지하며 저그 최초로 GSL 2회 우승을 차지하는 데 성공했다.
이후에 있었던 LG 시네마 3D 슈퍼 토너먼트에서는 16강에 그쳤지만 7월 30일, 연세대학교 대강당에서 열린 2011 펩시콜라 글로벌 스타크래프트 II 리그 July Code S에서 파죽지세로 무패로 결승까지 올라와 팀 동료인 황강호를 상대로 4:0으로 꺾고 우승을 했다.
경기 직후 임재덕은 팬들의 뜨거운 관심으로 포털사이트 네이버와 네이트의 실시간 검색어 1위에 올라 포털사이트까지 장악했다.

이 우승으로 임재덕은 CODE S 18연승, GSL 3회 우승, 스타크래프트 시리즈 출시 이후 12년동안 전례가 없었던 최초의 전승우승, 최초 전 종족 상대로의 우승 달성(이정훈[T],송준혁[P],황강호[Z]), 블리자드컵 및 블리즈컨 2011 출전권 확보, 상금랭킹 1위, GSL 포인트 랭킹 1위 등 어마어마한 기록들을 달성하는데에 성공했다. 

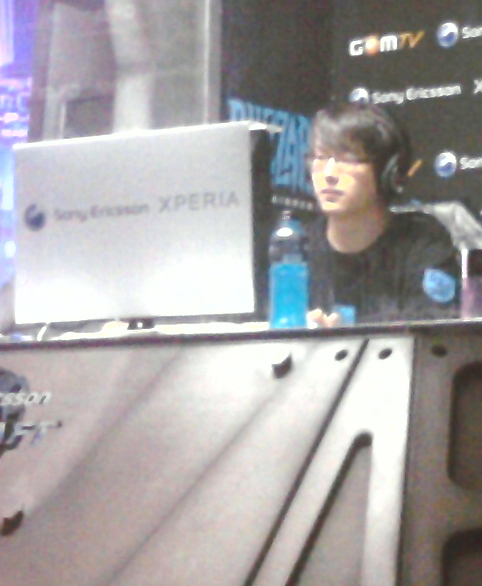
GSL 오픈 시즌 2 결승전에서의 임재덕

2012년 6월 12일 10시즌 연속 GSL Code S 진출을 달성하면서 최초로 본인의 이름을 딴 GSL Code S 10회 연속 진출 기념상('임재덕 상')을 수상하였으며, 이날 GSL 공식전 3번째로 100승을 달성하는데도 성공하였다.
2012년 7월 스타2로 종목 전환한 스타리그에 처음으로 진출하며 최고령 진출자로 기록되었다.
2012년 10월 HOT6 GSL 시즌5 CODE A 1라운드에서 황의진을 상대로 1:2로 탈락하게 되면서 Code S 12회 연속 진출에 실패하게 되며 기록이 끊기게 되었다 (Code S 연속 11회 진출에서 마감)
2014년 3월 IM과의 계약을 해지, 무소속 신분이 되었다.

## 수상 경력
스타크래프트 II : 프리미어 개인리그 우승 3회, 준우승 2회 

### 스타크래프트

#### 개인 경력
- 2001년 5월 게임아이 주장원전 우승
- 2001년 6월 게임아이 주장원전 3위
- 2001년 10월 게임아이 이벤트 저그부분 3위
- 2002년 1월 게임아이 주장원전 4위
- 2002년 5월 게임아이 주장원전 우승
- 2002년 8월 wcg세계대회 국가대표선발전 본선진출
- 2002년 9월 두루넷 게임 페스티발 우승
- 2003년 4월 아이벤처 에버배 준우승
- 2003년 5월 에어워크배 4위
- 2003년 10월 대구게임패스티발 준우승
- 2003년 10월 마유이앤션배 준우승
- 2003년 11월 제주게임패스티발 본선진출
- 2004년 5월 삼성칸배 준우승
- 2004년 12월 강남 대치 파리점 사이버파크 준우승
- 2004년 12월 안산 원곡 파리점 사이버파크 우승
- 2005년 2월 메가웹 스타매치 우승
- 2005년 4월 유니넷배 준우승
- 2005년 5월 키주배틀리그 4회우승
- 2005년 5월 경향 게임스 전국 대학생 게임 패스티발 스타크래프트 우승
- 2005년 7월 스니커즈 올스타리그 3위
- 2005년 7월 이네이쳐배 우승
- 2005년 9월 용인게임패스티발 스타크래프트 전국대회 우승
- 2005년 10월 용산 상공회장배 스타크래프트 챔피언십 대회 우승
- 2009년 4월 곰TV TG삼보-인텔 클래식 2008 시즌3 32강

#### 코치 경력
- 2010년 4월 신한은행 위너스리그 09-10 우승
- 2010년 8월 신한은행 프로리그 09-10 우승

### 스타크래프트 II
- 2010년 9월 TG삼보-인텔 스타크래프트 II OPEN Season 1 Code S 64강
- 2010년 11월 소니 에릭슨 스타크래프트 II OPEN Season 2 Code S 우승
- 2010년 12월 소니 에릭슨 스타크래프트 II OPEN Season 3 Code S 8강
- 2011년 1월 소니 에릭슨 GSL Jan. Code S 4강
- 2011년 1월 게인워드배 스타크래프트 II 준우승
- 2011년 2월 2세대 인텔® 코어™ GSL Mar. Code S 32강
- 2011년 3월 LG 시네마 3D GSL 월드 챔피언쉽 서울 16강
- 2011년 5월 LG 시네마 3D GSL May Code S 우승
- 2011년 6월 LG 시네마 3D 슈퍼 토너먼트 16강
- 2011년 7월 펩시콜라 GSL July Code S 우승
- 2011년 8월 펩시콜라 글로벌 스타크래프트 II 리그 August Code S 16강
- 2011년 9월 소니 에릭슨 글로벌 스타크래프트 II 리그 October Code S 8강
- 2011년 10월 블리즈컨2011 스타크래프트 II 배틀넷 인비테이셔널 준우승
- 2011년 11월 소니 에릭슨 글로벌 스타크래프트 II 리그 November Code S 16강
- 2011년 12월 2011 블리자드 컵 10강
- 2012년 2월 핫식스 글로벌 스타크래프트 II 리그 시즌 1 Code S 16강
- 2012년 5월  Iron Squid/Chapter 1 3위
- 2012년 4월 핫식스 글로벌 스타크래프트 II 리그 시즌 2 Code S 32강
- 2012년 4월 IPL 4 3위
- 2012년 6월 GSL Code S 10회 연속 진출 기념상('임재덕 상')
- 2012년 6월 3번째 GSL 공식전 100승 달성
- 2012년 6월 저그 최초의 GSL 공식전 100승
- 2012년 7월 무슈제이 GSL 시즌3 Code S 16강
- 2012년 8월 옥션 올킬 스타리그 2012 16강
- 2012년 9월 HOT6 GSL 시즌4 Code S 16강
- 2012년 11월 핫식스 2012 글로벌 스타크래프트 II 리그 시즌 5 Code A 32강
- 2013년 1월  Iron Squid/Chapter 2 3위
- 2013년 2월 핫식스 2013 글로벌 스타크래프트 II 리그 시즌 1 Code S 32강
- 2013년 4월 제4회 인천 실내무도아시아경기대회 스타2 부문 국가대표 선발전 16강
- 2013년 4월 2013 WCS 아메리카 시즌 1 챌린저리그 8강
- 2013년 5월 2013 WCS 아메리카 시즌 1 프리미어리그 16강
- 2013년 7월 2013 WCS 아메리카 시즌 2 프리미어리그 32강
- 2013년 8월 2013 WCS 아메리카 시즌 2 챌린저리그 8강
- 2013년 10월 2013 WCS 아메리카 시즌 3 프리미어리그 16강
- 2013년 10월 2013 WCS 아메리카 시즌 3 챌린저리그 16강
- 2013년 11월 StarsWar League Season 3 8강
- 2014년 2월 2014 WCS 아메리카 시즌 1 프리미어리그 32강
- 2014년 6월 2014 WCS 아메리카 시즌 2 프리미어리그 16강
- 2014년 7월 2014 WCS 아메리카 시즌 3 프리미어리그 32강